# 波特氏病
波特氏病（英語： 或 英語：）是一種發生在椎骨（肺部以外）的結核菌感染。結核病能影響數種肺部以外的組織，包括脊椎，這是一種結核菌引起的椎間關節炎。此病是以英國外科醫師珀西瓦爾·波特（Percivall Pott，西元 1714 – 西元 1788）之名命名。最常被感染的是下段胸椎和上段腰椎。它的正式名稱為結核性脊椎炎（英語：tuberculous spondylitis）。
波特氏病是結核菌透過血液由其它部位（通常是肺部）擴散到脊椎。感染由相鄰的兩節椎骨擴散到相鄰的椎間盤間隙中。若只有一節椎骨感染，椎間盤將不會被感染；若兩節椎骨都感染，則會擴散到相鄰的椎間盤，沒有血流的椎間盤將因無法取得營養而塌陷。椎間盤組織因發生乾酪性壞死而受損，進一步造成椎骨變窄，最終導致椎骨塌陷和脊椎受損。通常會形成乾性軟組織腫塊，且很少發生二重感染。

## 診斷

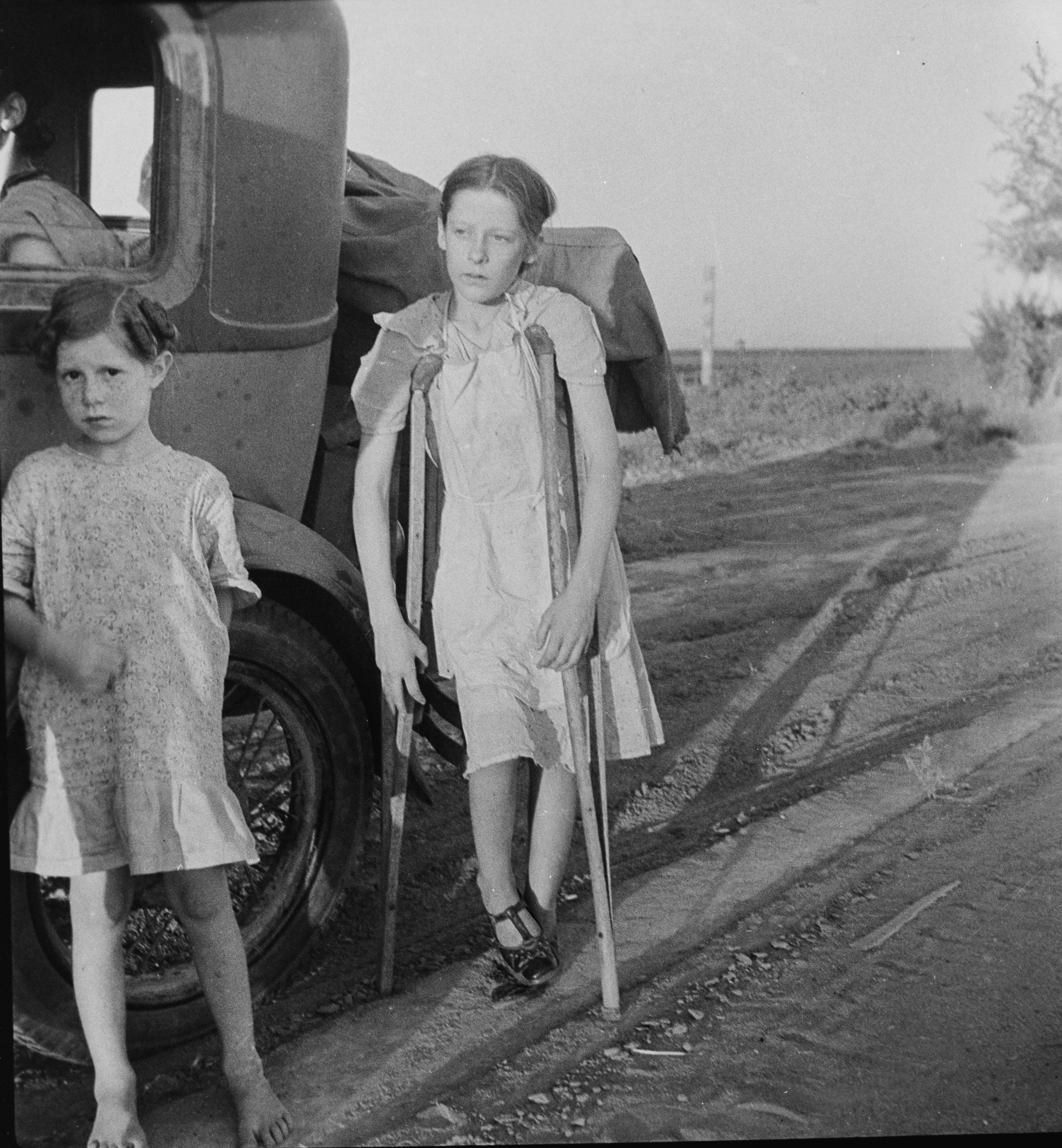
一位患有骨骼結核病的奧克拉荷馬州女孩，1935

- 血液檢查

– 全血細胞計數：白血球增多症
– 紅血球沉降率上升：>100 mm/h
- 結核菌素試驗

– 在未感染人類免疫缺陷病毒的波特氏病患者，純化蛋白衍生物（purified protein derivative, PPD）檢查結果的陽性率 84 至 95%。
- 脊椎放射線影像檢查（英语：Radiography）

– 波特氏病的放射線影像變化要在疾病較晚期才會顯現。以下是放射線檢查中脊椎結核的特徵：
1. 椎體前半部的出現溶解性破壞
2. 椎體出現前楔形變化
3. 椎體塌陷
4. 進行性溶解性破壞的部位出現反應性硬化
5. 腰大肌陰影變大，合併或不合併鈣化

– 其他放射線影像檢查結果可能包括：
1. 椎骨終板的骨質疏鬆變化。
2. 椎間盤可能縮小或損壞。
3. 椎體出現不同程度的破壞。
4. 脊椎旁出梭狀陰影，代表可能的形成膿瘍
5. 出現一節以上的骨病變。

- 骨骼掃描（英语：Bone scan）
- 脊椎的X射線計算機斷層成像（CT）
- 活體組織切片
- 核磁共振成像

## 預防
控制結核感染擴散可以預防結核性脊柱炎和關節炎。藥物治療結核菌素試驗陽性者（但不是活動性結核病）可能可以預防進展到結核病。為了有效治療結核病，最重要的是患者必須嚴格按照處方服藥。

## 處置
- 非手術 – 抗結核藥物（英语：tuberculosis treatment）
- 止痛藥
- 使用不同類型的護套和頸圈固定各個脊柱區域
- 外科手術治療可能是必要的，特別是引流脊椎膿瘍、椎骨病變處完全清創或穩定脊柱。2007 年的一個回顧研究發現，只有兩個至少進行了一年追蹤的隨機臨床試驗，比較「單獨使用化學藥物療法」和「化學藥物療法合併手術」治療活動性脊椎結核病。研究結果顯示，由於沒有高品質研究證據支持，不應常規推薦手術，臨床醫生必須判斷和決定選擇某些患者接受手術治療[2]。
- 使用或不使用固定器的胸椎融合術，是不得已的治療選項
- 物理治療可以減輕疼痛、姿勢衛教和指導家庭訓練計劃來提升的脊椎的強度和靈活度

## 預後
- 椎骨塌陷造成脊柱後凸（駝背）
- 脊髓壓迫（英语：Spinal cord compression）
- 形成竇（腔室）
- 截癱（又稱為波特氏截癱）

## 著名的患者
- 獲得普立茲獎的小說《他的家人（英语：His Family）》中，年輕的約翰尼·吉爾（Johnny Geer）是波特氏病末期患者。
- 耶穌基督受難者教會（Passionists）的聖瑰瑪·甘甘妮（Gemma Galgani）患有脊柱結核。
- 小說的虛構人物鐘樓怪人患有圓凸駝背畸型（英语：gibbus deformity），與結核造成的脊柱變型類似。
- 亨裏克·易卜生的戲劇《娃娃屋》中，蘭克博士患有「脊柱癆」（spinal consumption）。
- 威廉·戈爾丁的《尖頂》中，想在大教堂上放一個尖頂的喬斯林（Jocelin）院長可能死於這個疾病。
- 英國詩人亞歷山大·蒲柏和威廉·歐內斯特·亨利都患有波特氏病。
- 美國總統西奧多·羅斯福的姐姐安娜·羅斯福·考爾斯（Anna Roosevelt Cowles）患有波特氏病。
- 根據卡爾‧魏斯曼（Kaare Weismann）教授和文學科學家延斯·斯托布蘭德（Jens Staubrand）的分析，索倫·奧貝·克爾凱郭爾可能死於波特氏病[3]。
- 搖擺樂的鼓手兼樂隊負責人奇克·韋伯, 小時候得了脊柱結核，所以才駝背。
- 西西里島黑手黨老闆盧西亞諾·雷焦（Luciano Leggio）患有波特氏病因此穿著背架。
- 《狂沙十萬里》的鐵路巨頭莫頓，因患此病走路需用拐杖。
- 作家馬克斯·布萊切（Max Blecher）患有波特氏病。2016 年的電影《傷痕累累的心》描繪他的故事。
- 馬克思主義思想家和共產黨領袖安東尼奧·葛蘭西（Antonio Gramsci）患有波特氏病，這可能是 1930 年代法西斯意大利時期被監禁的惡劣情況所致。
- 意大利作家、詩人和哲學家賈科莫·萊奧帕爾迪（Giacomo Leopardi）是波特氏病患者。
- 編年記錄美國醫師瑞克·霍迪斯（Rick Hodes）在衣索比亞工作的《這是靈魂》一書中有深刻的描寫波特氏病。
- 埃德蒙·威爾遜（Edmund Wilson）在 1946 年寫的《赫卡特縣回憶錄（英语：Memoirs of Hecate County）》內，其中一篇中篇小說《金色頭髮的公主》中的伊莫金（Imogen）患有波特病。
- 社會運動人士和諾貝爾和平獎得主珍·亞當斯患有波特病。
- 暗殺奧地利大公弗朗茲·費迪南德（Archduke Franz Ferdinand）而引起第一次世界大戰的加夫里洛·普林齐普，在監獄中死於骨結核。
- 盧爾德的聖伯納黛特（Saint Bernadette）的右膝骨結核。
- A·J·克朗寧（A.J. Cronin）寫的故事《維羅納的兩個紳士》中，露西亞患有脊椎結核。
- 柯麗·天彭（Corrie ten Boom）的哥哥威廉·天彭（Willem ten Boom）在1946年12月死於脊椎結核[4]。
- 英國作家登頓·韋爾奇（Denton Welch, 1915–1948）在一場車禍（1935年）中脊椎重傷，最終死於脊椎結核。
- 路易-約瑟夫 (法國王太子)（Louis Joseph, Dauphin of France） [5]

## 外部連結
- (醫學文章內含核磁共振成像圖片), eMedicine, 2018-08-30  [2019-11-17], （原始内容存档于2008-10-19）.
- , , USA: NIH,   [2019-11-17], （原始内容存档于2012-02-04）. Public domain.
- Pott's Disease of the Thoracic Spine （页面存档备份，存于）